# The Lord of the Rings: Conquest
The Lord of the Rings: Conquest (рус. Властелин колец: Противостояние) — компьютерная игра, созданная студией Pandemic Studios и изданная Electronic Arts. Сюжет основан на кинотрилогии Властелин колец, а механика геймплея многое заимствует из игры Star Wars: Battlefront. Игра позволяет игроку играть как за силы добра, так и за противоположную сторону. Однако, в отличие от The Lord of the Rings: The Battle for Middle-earth, сюжет второй кампании вращается вокруг Саурона, стремящегося не допустить уничтожение Единого Кольца и в дальнейшем вернуть себе былое могущество с его помощью. Предварительный релиз игры состоялся 23 декабря 2008 года, когда демо-версия для PlayStation 3 стала доступна для загрузке в сервисе PlayStation Network. Демо версия для обладателей Xbox 360 была выпущена 2 января 2009 года.
Во время разработки игры Pandemic Studios тесно сотрудничала с компанией Weta Digital, которая была ответственна за разработку множества цифровых моделей, в том числе моделей летающих тварей назгулов. Разработчики использовали много элементов, которые не вошли в экранизацию Питера Джексона, но присутствовали в оригинальном романе Джона Толкина. Некоторые из таких элементов не являются очевидными. Так например в романе Толкина объединённая армия Рохана и Гондора приняла решение не атаковать Минас Моргул, однако сюжет одного из игровых уровней основан на событиях, которые могли бы произойти, в случае проведения такой атаки. В игре используется саундтрек Говарда Шора, созданный им для экранизации книги.
16 марта 2010 года многопользовательский режим игры через интернет был закрыт для ПК-версий, PlayStation 3 и Xbox 360. Однако, 16 августа 2010 года группа поклонников игры запустила некоммерческие серверы CNQReboot, позволяющие пользователям ПК играть через интернет с помощью туннельного программного обеспечения в режиме игры по локальной сети.

## Геймплей
Игрок, в зависимости от начатой кампании, имеет возможность выбрать персонажем армии какой страны ему играть: Рохана, Гондора, либо Мордора и Изенгарда. Также на нескольких уровнях имеется возможность играть за хоббитов, эльфов и харадримов. В игре, как правило, основной целью является убийство определённого количества врагов, либо удержание заданной позиции определённое количество времени. Если персонаж игрока умирает, то игра продолжается с места смерти и не влияет на сюжетную линию и дальнейшее прохождение игры. Однако, если игрок израсходует всё количество жизней персонажа, то он должен будет начать прохождение уровня с самого начала.
Кампания «Война Кольца» состоит из восьми уровней, основанных на крупных сражениях из фильма и дополненных уровнями в Мории и Минас Моргуле. В кампании «Месть Саурона» (англ. Rise of Sauron) игрок управляет силами Саурона на семи игровых уровнях. В этом альтернативном видении сюжета, Фродо Бэггинс был повержен, и его миссия по уничтожению Кольца не увенчалась успехом. С помощью силы Единого Кольца восстаёт из мёртвых Король-чародей, и Саурон начинает завоевание Средиземья. Сюжет обеих кампаний в игре пересказывает актёр Хьюго Уивинг, исполнявший роль Элронда в кинотрилогии Питера Джексона.
В игре используется система базовых классов персонажей, аналогичная системе в игре Star Wars: Battlefront II. Есть четыре игровых класса, за исключением героев:
- Воин: единица ближнего боя, владеющая фехтованием. В отличие от других классов, чьи специальные атаки длительное время «перезаряжаются», воин может восстановить свои силы лишь побеждая врагов. Специальными умениями воина являются мощные атаки пылающим мечом, позволяющие поразить сразу нескольких врагов. Этот класс может парировать атаку и выполнять контратаки с оригинальной анимацией движения персонажа. Также воин обладает дополнительным навыкам метания топора. Обладают очень большим здоровьем, поэтому он может выдержать даже прямое попадание стрелы в голову.
- Лучник: персонаж, игра за которого производится от третьего лица. Лучник может использовать различные типы стрел: огненные стрелы, сбивающие врагов и наносящие им ранения взрывного характера; ядовитые стрелы, которые после попадания постепенно отнимают у раненных врагов жизнь. Также лучнику доступна способность вести стрельбу залпом тремя одновременно выпущенными стрелами, поражающими сразу трёх врагов. Лучники могут применять специальный удар в ближнем бою, а также поражать скрытых Разведчиков при использовании залповой стрельбы. При попадании лучником в голову противника, смерть последнего наступает после первого выстрела (исключение — воин)[8].
- Разведчик: мастер в искусстве скрытного перемещения. Основным оружием разведчика являются два кинжала. Он имеет возможность стать невидимым и, подкравшись сзади, убить врага мгновенной рукопашной атакой. В качестве вспомогательного оружия, разведчик может использовать пороховые бомбы для дальней атаки. Разведчик также в состоянии парировать атаки ближнего боя.
- Маг: основной атакой магов является удар молнией. Этот удар возможно накопить для более мощной атаки, способной нанести ущерб сразу нескольким врагам, однако молния долго «перезаряжается». Также маги обладают способностью создания огненной стены, представляющий собой широкий огненный круг, который если и не убивает врагов, то значительно сокращает показатели их здоровья. Для ведения ближнего боя маги имеют способность создавать ударную волну, сбивающую наступающих противников с ног и отбрасывающую их назад, чтобы в дальнейшем маг имел возможность прикончить их ударом магического посоха или отбежать. Маги владеют искусством врачевания и могут исцелять союзных игроку персонажей. В оборонительные навыки мага входит создание магического щита вокруг себя, защищающего персонажа от дальних атак любого рода. Во время поддержания магического щита, маг не в состоянии делать ничего другого, а потому крайне уязвим для атак ближнего боя.

Время от времени игрок получат возможность играть за тролля или энта, которые обычно присутствуют в игре в качестве неигровых персонажей. Энты и тролли гораздо сильнее любого другого класса, однако уязвимы для мгновенного убийства воинами и разведчиками, использующими Quick Time Events. Любой класс способен передвигаться верхом: люди Запада на лошадях, а персонажи противоположной фракции — на варгах и мумаках. Передвижение верхом позволяет за короткий промежуток времени преодолеть значительные расстояния, однако один-единственный удар может сбить персонажа (за исключением ездоков мумаков, у которых огромное количество единиц здоровья). Персонажи, обладающие мечом, могут использовать сидя верхом основные базовые атаки. Верховые также могут топтать врагов во время езды галопом.
В зависимости от выбранных настроек игры, в многопользовательском режиме, или в течение определённых периодов однопользовательских кампаний, игроки получают право контролировать одного из героев. Многие герои представляет собой известных персонажей из Властелина колец. Как правило, выбор героя зависит от выбора начального класса персонажа, а управление героем очень похоже на управление обычными воинами этого класса, хотя герой значительно превосходит их по мощи.
В версии для Nintendo DS, функциональность игры значительно снижается. Класс разведчиков отсутствует полностью, как и возможность передвижения верхом. Кроме того, игра имеет изометрическую перспективу, а набор карт ограничивается лишь шестью вариантами. Все персонажи начинают игру относительно слабыми, однако с каждого поверженного врага падают шары, позволяющие персонажу накапливать энергию для атаки, а также повышать свою мощность и скорость. После окончания уровня на экране появляется статистика, демонстрирующая результаты игрока, влияющие на возможность получения внутреигровых достижений.

## Отзывы критиков
| Сводный рейтинг       | Сводный рейтинг                        |
| Агрегатор             | Оценка                                 |
| --------------------- | -------------------------------------- |
| GameRankings          | X360: 56,41 % PS3: 55,08 % ПК: 53,33 % |
| Metacritic            | 55 %                                   |
| Иноязычные издания    |                                        |
| Издание               | Оценка                                 |
| CVG                   | 4,0/10                                 |
| EGM                   | 5/10                                   |
| Eurogamer             | 5,0/10                                 |
| Game Informer         | 4,75/10                                |
| GameSpot              | 7,5/10                                 |
| GamesRadar+           | 2,0/10                                 |
| IGN                   | 7,0/10                                 |
| OXM                   | 4,0/10                                 |
| PC Gamer (UK)         | 61 %                                   |
| Русскоязычные издания |                                        |
| Издание               | Оценка                                 |
| Absolute Games        | 49 %                                   |
| «PC Игры»             | 6,0                                    |
| «Игромания»           | 6,5                                    |
| «Страна игр»          | 6,0                                    |

The Lord of the Rings: Conquest был встречен критиками неоднозначно. В большинстве обзоров содержится мнение, что игра лишена эпической атмосферы, присущей роману и его экранизации. Журнал Computer and Video Games (CVG), комментируя появление Саурона во время решающей битвы Последнего союза, сравнил его со «злодеем из Скуби-Ду», который гонится за игроком, «а вы должны отступать и стрелять из лука ему в голову». Большинство рецензентов подвергли критике систему сражений игры, утверждая, что драки однообразны и представляют собой простое прорубание через врагов.. CVG также отметил, что убийство вражеских персонажей, таких как тролли или олифанты, не представляет никаких трудностей, а Quick Time Events, позволяющий убивать их с одного удара, лишает персонажей устрашения и вызывает разочарование при игре в многопользовательский режим. Рецензенты также указали на присутствие в игре «свобод пародийного жанра», «заставивших бы Толкина танцевать брейк-данс в своём гробу».
В других рецензиях содержалась ещё более жёсткая критика игры. Сайт GamesRadar заявил, что в игре нет «ни одного качественного момента», а также выразил мнение о том, что качество графики было значительно ниже стандартов 2009 года. Модели троллей и энтов, по заверениям критиков, походили на «пластилиновую диарею». IGN опубликовал отзыв, в котором было сказано о «смешении на экране дружественных и вражеских игроку персонажей в одно грязно-коричневое пятно». В большинстве отзывов содержалась критика в адрес плохого раскрытия сюжета и описания сюжетных линий игры. Некоторые издания отдельно отмечали навязчивые голосовые комментарии, присутствующие в игре для указания целей и помощи игроку. Русскоязычный журнал Игромания назвал игру «гнусной театральной постановкой с картонным фоном» и «однообразным гемплеем».
IGN отметил избыточность боевых действий, а также однообразие игры всеми четырьмя классами. Герои, по словам рецензента, представляли собой «обычных персонажах на стероидах». Кроме того, издание отметило низкокачественную систему боя в целом: «игрок может нажать кнопку, однако никакого результата не последует». Другие обзоры отмечали низкую реалистичность сражений. При падении персонажа с высоты, «колени почти не сгибаются», и это даёт «чувство невесомости, как в видеоиграх». Однако IGN отметил, что локации в игре легкоузнаваемы, хотя сюжет кампании Месть Саурона «мог бы быть сильнее». Game Informer заявил об «отсутствии в игре сюжетного повествования, за исключением роликов из кинотрилогии». IGN оценил музыкальную партитуру к игре, а также выразил мнение, что «преданные любители онлайн игр по мотивам „Властелина Колец“ смогут насладиться игрой», хотя другие эксперты озвучили прямо противоположное мнение, заявив, что «любители книг скорее всего будут испытывать к игре ненависть». IGN отметил «универсально плохое» озвучивание, в частности, голоса Арагорна и Гэндальфа.
В качестве ещё одного недостатка многие критики приводят «страшную» и «жалкую» систему AI. Game Informator утверждает, что «враги, по-видимому, под действием ЛСД, поскольку безучастно смотрят на стены». Многие критиковали игру за отсутствие контрольных точек, что означало необходимость в случае смерти персонажа проходить весь игровой уровень с самого начала.
Критике подвергся и баланс игровых классов. IGN заявил о явном «преимуществе магов», а издание The A.V. Club дополнило, что, поскольку маг имеет возможность исцелять себя, этот игровой класс является «верным выбором на 90 % игрового времени». The A.V. Club также озвучил мнение, что класс разведчика в многопользовательском режиме — это «мечта любого пакостника». Official Xbox Magazine отдельно отметил ситуации, возникающие при удержании заданной точки в течение определённого времени. По утверждению издания, общая проблема состоит в слишком далеком месте возрождения после смерти персонажа, что сводит шансы на дальнейшую успешную оборону к нулю. Другие рецензенты жаловались на моменты игры, где явно было недостаточное количество врагов, а CVG заявил, что «картонные очертания на заднем плане» являются наиболее захватывающей частью сражений.
Многопользовательский режим также разочаровал критиков, которые отмечали, что «серверы испытывают проблемы с подключением игроков и задержками в игре» даже при неполном составе игроков. Критиковалось отсутствие ботов, «большие открытые карты вызывают чувство пустоты» без них. The A.V. Club назвал многопользовательский режим «глючным», «иногда распределяющим в режим захвата флага одного единственного игрока». По словам рецензентов, однопользовательский режим также имел большое число технических проблем, включая низкую производительность игры и проблемы с созданием профиля в русскоязычных операционных системах Windows.
В версии игры для DS, AI имел всё те же недостатки, а союзники игрока «бегали вокруг, как безголовые хоббиты». В этой версии также отсутствовали контрольные точки и присутствовала низкопробная графика, задержка в многопользовательском режиме и неудовлетворительная система боя. Один из рецензентов отмечал, что он не смог почувствовать атмосферу боя, «столкновение мечей и доспехов персонажей». В обзоре было также заявлено, что многим критикам показалось будто игра в действительности ориентирована лишь на режим захвата флага.

## Загружаемые дополнения
Первый пакет загружаемых дополнений был выпущен 29 января 2009 года для Xbox 360 и PlayStation 3. Он включал в себя две карты для режима командных сражений между героями, который не был представлен в базовой версии игры из-за нехватки времени у разработчиков. Режим позволяет принять участие в битве на арене вместе с героями трёх других игроков. Сами карты представляли собой лишь разобранные уровни из кампаний игры, такие как декорации уровней Осгилиат и Мория. Журнал Official Xbox Magazine назвал вышедшее дополнение «ещё одним способом играть в эту страшную игру», заявив, что бой по-прежнему совершенно несбалансированный, а у персонажей с дистанционными атаками всё ещё остаётся преимущество в битве. По словам рецензента, «с сокращением количества игроков до четырёх, игровая картина стала ещё менее зрелищной».
Второй пакет с загружаемым контентом был выпущен 26 февраля 2009 года для тех же платформ и содержал три новых героя (Боромир, Арвен, Готмог), две новые карты (Амон Хен, Последний союз) и две карты для боёв на арене (Минас Тирит и Заветрь). На этих двух аренах можно принять участие в битве вместе с героями трех других игроков. OXM в свою очередь указал на слишком высокую цену, составлявшую 800 Microsoft Points, и заявил, что «рост цен находится в резком контрасте с бесплатными загружаемыми пакетами от EA».